# 리영철 (군인)
리영철(생년 미상 ~ )은 조선민주주의인민공화국의 군인 겸 정치가이다. 당중앙위원회 후보위원 겸 조선인민군 4군단 정치위원이다.

## 경력
조선 인민군 소장으로 1993년 로역영웅 칭호를 받았다. 조선인민군 4군단 정치위원으로 2016년 5월, 조선로동당 제7차 대회에서 조선로동당 중앙위원회 후보위원으로 선출되었다. 2017년 4월 김일성 탄생 105주년을 맞아 조선인민군 중장으로 승진했다. 

## 최고인민회의 대의원
2014년 3월 최고인민회의 제13기 대의원으로 선출되었다. 

## 기타
2018년 8월 김영춘 사망 당시에 국가장의위원회 위원을 맡았다.